# Calamops
Calamops paludosus
Genre
Espèce
Calamops est un genre fossile de grands amphibiens temnospondyles connus à partir du Supergroupe de Newark datant du Trias tardif en Pennsylvanie, aux États-Unis. Selon Paleobiology Database, en 2022, le genre est monotypique et la seule espèce est Calamops paludosus

## Présentation
Le genre Calamops a été nommé pour la première fois par Sinclair en 1917 et son espèce type est appelée Calamops paludosus. 
On pensait généralement qu'il s'agissait d'un métoposauridé de validité douteuse car son holotype, qui est aussi son seul spécimen connu, comprend trois morceaux d'une branche mandibulaire gauche qui demeuraient à étudier. C'est à la suite d'un travail de préparation et d'un moulage du spécimen que Hans-Dieter Sues et Rainer R. Schoch ont découvert en 2013 que Calamops représentait un taxon valide de temnospondyles trématosauroïdes qui pouvait être diagnostiqué par plusieurs autapomorphies. Il représente ainsi qu'un des trématosaures à long museau les plus jeunes connus sur le plan géologique et le premier enregistrement de ces temnospondyles du Trias supérieur d'Amérique du Nord. C'est aussi le plus ancien fossile de tétrapode connu du Trias du bassin de Newark.